# Ульф Стенлунд
Ульф Стенлунд (швед. Ulf Stenlund; нар. 21 січня 1967) — колишній шведський тенісист.
Найвищу одиночну позицію світового рейтингу — 23 місце досяг 27 квітня 1987, парну — 229 місце — 4 травня 1987 року.
Здобув 1 одиночний та 1 парний титул.
Найвищим досягненням на турнірах Великого шолома було 4 коло в одиночному розряді.
Завершив кар'єру 1998 року.

## Фінали за кар'єру

### Одиночний розряд (1 перемога)
| Результат | W/L | Дата     | Турнір          | Покриття | Суперник    | Рахунок  |
| --------- | --- | -------- | --------------- | -------- | ----------- | -------- |
| Перемога  | 1–0 | Вер 1986 | Палермо, Італія | Ґрунт    | Пабло Аррая | 6–2, 6–3 |

### Парний розряд (1 перемога)
| Результат | W/L | Дата     | Турнір       | Покриття | Партнер         | Суперники                     | Рахунок  |
| --------- | --- | -------- | ------------ | -------- | --------------- | ----------------------------- | -------- |
| Перемога  | 1–0 | Кві 1987 | Барі, Італія | Ґрунт    | Крістер Аллгард | Роберто Асар Марсело Інгарамо | 6–3, 6–3 |